# Ditlev Reventlow (1712-1783)
 Der er flere personer med dette navn, se Ditlev Reventlow.
Ditlev lensgreve Reventlow, (28. oktober 1712 – 5. december 1783) var en dansk-holstensk godsejer, overkammerherre, overhofmester og konseilminister.
Reventlows karriere begyndte hos dronning Sophie Magdalene, men senere blev han både overpræsident i Altona og ambassadør i Paris. Fra 1755 kom han til at stå for opdragelsen af kronprins Christian (VII).
Som medlem af Christian VII's konseil deltog Reventlow i mageskifteforhandlingerne med russerne og fik, som de andre, belønning i form af titel som lensgreve. Han blev afskediget af Struensee i 1770 og blev ikke hentet tilbage efter dennes fald. De sidste år af sit liv tilbragte han på sit gods Altenhof i Holsten, hvorfra han førte de afsluttende forhandlinger om det dansk-russiske mageskifte.
Ditlev var søn af Cai Friedrich Reventlow (1685-1762) og Hedevig Ida von Buchwald, han var barnebarn af Henning Reventlow.

## Ægteskab og børn
Ditlev Reventlow blev gift 30. juni 1745 i Sankt Nicolai Kirke med Margrethe Raben (8. december 1726 i København - 13. december 1794 i Kiel), datter af stiftamtmand Christian Frederik Raben (1693-1773) og Berte Scheel von Plessen (1707-1786).
Parret fik fire døtre, som alle blev konventualinder i Preetz Kloster, og sønnerne:
1. Cay Friedrich Reventlow (1753-1834), greve, statsminister, guvernør i Lauenborg
2. Friedrich "Fritz" Karl Reventlow (1755-1828), greve og diplomat
3. Christian Reventlow (1759-1816), greve og generalmajor
4. Heinrich Reventlow (1763-1848), greve og generalmajor